# Tuvtjärnen (Vitsands socken, Värmland)
Tuvtjärnen är en sjö i Torsby kommun i Värmland och ingår i Göta älvs huvudavrinningsområde.